# Нормативная этика
Нормативная этика — философская дисциплина, раздел этики, изучающий существующие нормы морали, моралистические учения. Может пересекаться с теоретической этикой — наукой о нормах.
Нормативная этика может рассматриваться с двух позиций: когнитивистской и нонкогнитивистской. При этом с точки зрения нонкогнитивистской позиции нормативная этика рассматривается как элемент морального сознания и ей противопоставляется дескриптивная этика как знание о морали. С когнитивистской позиции нормативная этика не различается с моралью и, таким образом, является собственным объектом изучения, а понятия морали и знания о морали смешиваются.
Некоторыми современными исследователями, придерживающимися когнитивистских позиций, утверждается, что нормативную этику не следует рассматривать в качестве научной теории, поскольку её предмет не может быть строго обобщён и систематизирован.

## Направления нормативной этики
Любая рационалистическая моралистика, начиная от прикладной этики и заканчивая конкретными нравственными поучениями, может рассматриваться как одно из направлений нормативной этики.

### Исторические направления

#### Стоицизм
Философская школа, возникшая во времена раннего эллинизма и сохранившая влияние вплоть до конца античного мира. Своё имя школа получила по названию портика Стоа Пойкиле (греч. στοά ποικίλη, букв. «расписной портик»), где основатель стоицизма, Зенон Китийский, впервые самостоятельно выступил в качестве учителя. В этике стоицизм близок киникам, не разделяя презрительного отношения последних к культуре. Все люди — граждане космоса как мирового государства; стоический космополитизм уравнивал (в теории) перед лицом мирового закона всех людей: свободных и рабов, греков и варваров, мужчин и женщин. Всякое нравственное действие является, согласно стоикам, ни чем иным, как самосохранением и самоутверждением, и это увеличивает общее благо. Все грехи и безнравственные поступки — это саморазрушение, утрата собственной человеческой природы. Правильные желания и воздержания, поступки и дела — гарантия человеческого счастья, для этого надо всячески развивать свою личность в противовес всему внешнему, не склоняться ни перед какой силой. Главная идея стоической этики — телеологически и каузально предустановленный ход мировых событий. Цель человека заключается в том, чтобы жить «в согласии с природой». Это единственный способ достижения гармонии. «Кто согласен, того судьба ведёт, кто не согласен, того она тащит» (Сенека). Стоики выделяют четыре вида аффектов: удовольствие, отвращение, вожделение и страх. Их необходимо избегать, пользуясь правильным суждением (ортос логос). Все вещи стоики делят на Благо (этика), зло, безразличие (адиафора). Предпочитать следует вещи, сообразные с природой. Такие же различия стоики проводят и между поступками. Существуют дурные и благие поступки, средние поступки называются «подобающими», если в них реализуется естественная предрасположенность. Во времена империи учение стоиков превратилось в своего рода религию для народа. Этика и физика стоицизма пользовалась большим влиянием в эпоху Возрождения и раннее Новое время.

#### Гедонизм
Этическое учение, согласно которому удовольствие является высшим благом и целью жизни. Одной из известных разновидностей гедонизма является эвдемонизм. Основоположником гедонизма считается древнегреческий философ Аристипп (435—355 гг. до н. э.), современник Сократа. Аристипп различает два состояния души человека: удовольствие как мягкое, нежное и боль как грубое, порывистое движение души. При этом не делается различия между видами удовольствия, каждое из которых в своей сущности качественно похоже на другое. Путь к счастью, по мнению Аристиппа, лежит в достижении максимального удовольствия, избегая при этом боли. Смысл жизни, по Аристиппу, находится именно в получении физического удовольствия.

#### Эпикуреизм
Философское учение, исходящее из идей Эпикура и его последователей. Эпикуреизм был одним из наиболее влиятельных философских течений в Античности. Эпикурейская философия, в особенности философия самого Эпикура, не имеет конечной целью нахождение теоретической истины, она не ставит перед собой задачу получить некое чистое знание. Эпикуреизм служит вполне конкретным нуждам: ищет способ избавления человека от страдания. Эпикурейцы считали, что для счастливой жизни человеку необходимо:
- отсутствие телесного страдания;
- невозмутимость души (атараксия);
- дружба.

Главный интерес для эпикурейцев представляет чувственный мир, поэтому их основной этический принцип — удовольствие. Но Эпикур представлял удовольствие не вульгарно и упрощенно, а как благородное спокойствие, уравновешенное удовольствие. Он считал, что желания человека безграничны, а средства их удовлетворения ограничены. Поэтому необходимо себя ограничить лишь потребностями, неудовлетворение которых ведет к страданию. От остальных желаний следует отказаться, в этом необходимы мудрость и благоразумие. В отличие от стоиков, которые считали рок неизбежным, эпикурейцы наделяют человека свободой воли. Человек может предаваться удовольствиям сообразно своим желаниям. Жизнь — вот главное наслаждение. Умирая, Эпикур принял теплую ванну и попросил принести ему вина.

### Современные направления

#### Консеквенциализм
Принятое общее обозначение для тех групп моральных теорий, в которых считается, что лишь последствия своего поведения могут служить подлинной основой для какой-либо нравственной оценки данного поведения. Таким образом, с точки зрения консеквенциалистов, морально пра́вый акт (или бездействие) это тот, который даёт хорошие результаты или последствия. Эта точка зрения часто выражается в виде афоризма «цель оправдывает средства». Консеквенциализм в этическом смысле обычно понимается, в отличие от деонтологии, в том, что в деонтологии происходит оценка правильности или неправильности поведения в зависимости от характера самого поведения, а не от результатов данного поведения. Он также отличается от «права силы», которое фокусируется на характере субъекта больше, чем на сути последствий действия (или бездействия) непосредственно.

#### Утилитаризм
Направление в этике (этическая теория), согласно которому моральная ценность поведения или поступка определяется его полезностью. Согласно классической формулировке Бентама, морально то, что «приносит наибольшее счастье наибольшему количеству людей». Основные разногласия в теории утилитаризма относятся к определению понятий пользы и счастья. Бентам и многие другие философы считали пользой максимальное превосходство удовольствия над страданием.

#### Деонтология
Учение о проблемах морали и нравственности. Термин введен Бентамом в своей работе «Деонтология, или наука о морали» (англ. Deontology or The Science of Morality) для обозначения теории нравственности как науки о морали.. Основы деонтологии в отечественной медицине заложил заслуженный советский онколог Н. Н. Петров. Впоследствии наука сузилась до характеристики проблем человеческого долга, рассматривая долг как внутреннее переживание принуждения, задающегося этическими ценностями. В ещё более узком смысле деонтология была обозначена, как наука, изучающая конкретно медицинскую этику, правила и нормы взаимодействия врача с коллегами и пациентом.

#### Постмодернизм
Термин, обозначающий структурно сходные явления в мировой общественной жизни и культуре второй половины XX века: он употребляется как для характеристики постнеклассического типа философствования, так и для комплекса стилей в художественном искусстве. Постмодерн — состояние современной культуры, включающее в себя своеобразную философскую позицию, до-постмодернистское искусство, а также массовую культуру этой эпохи.